# Georges Rastel
Georges Rastel, né le 28 octobre 1910 à Montgeron (Seine-et-Oise) et mort le 27 avril 1993 à Vernouillet (Eure-et-Loir), est un haut fonctionnaire et homme politique français.
Son parcours fait de lui successivement un haut fonctionnaire des finances, un résistant, un préfet lors de la Libération puis un élu local, avec une incursion très brève au gouvernement Ramadier et à l'Assemblée nationale sous étiquette UDSR.

## Parcours dans l'administration française et le corps préfectoral
Son père, François Rastel (mort en 1966), est fonctionnaire des PTT. Après ses études au lycée Henri-IV, il fréquente la faculté de droit de Paris et obtient un doctorat en droit.
En 1931, reçu le plus jeune au concours de l'Administration centrale des finances, il débute comme rédacteur au ministère des Finances, accède au poste de sous-chef de bureau en 1938.
Il est l'auteur d'un ouvrage consacré aux controverses doctrinales autour du bimétallisme au XIXe siècle, dans les mêmes années.
Pendant la Seconde Guerre mondiale, il est chef de bureau en 1943, toujours au ministère des Finances puis sous-directeur en 1944, tout en participant à la résistance.

## Les Ardennes, le corps préfectoral et le gouvernement
Peu après la Libération, il devient préfet des Ardennes en novembre 1944, prenant en main rapidement l'administration de ce département deux mois après le départ des occupants, et rassemblant les forces civiles républicaines et les différents partis. Il succède à Marc Scaillierez.
En décembre 1944, les Allemands tentent une contre-offensive dans les Ardennes belges, limitrophes. Le canon tonne encore, et la menace est très sérieuse. C'est la bataille des Ardennes, du 16 décembre 1944 au 24 janvier 1945. Une union sacrée se constitue autour du pouvoir préfectoral, qu'il incarne, pour affronter cette situation. 
Son rôle dans ce département encore sensible est cité pour son caractère exemplaire par le ministre de l'Intérieur, Adrien Tixier, au conseil des ministres. Il s'agit de venir en secours aux populations, d'approvisionner ces populations, et de permettre progressivement la reprise du travail. Il y gagne la qualification, localement, de « préfet de la Remise en marche ».
Il faut également veiller au rétablissement d'un État républicain, en ramenant progressivement le Comité départemental de libération, représentant localement la résistance intérieure française, à un rôle consultatif. Ce comité était entré en conflit avec son prédécesseur, jugé trop tiède sur ce sujet délicat de l'épuration et avait obtenu son départ. Pour autant Georges Rastel maintient une ligne de strict respect de l'état de droit et de la justice, activant comme son prédécesseur la vigilance de ses services pour éviter les exécutions extra-judiciaires et les actes vengeurs, ce qui est particulièrement réussi dans le département des Ardennes. 
En août 1945, il quitte les Ardennes et devient préfet de la Loire-Inférieure, alors que la poche de Saint-Nazaire vient à peine d'être reprise à l'occupant allemand, retrouvant ainsi une situation proche de celle connue dans les Ardennes. Il revient ensuite dans l'administration centrale, en étant nommé directeur du service des alcools au ministère des Finances en 1946.
Il est brièvement membre du gouvernement Paul Ramadier (1), en tant que haut commissaire à la distribution, du 14 mars au 14 juin 1947,, où il a la tutelle des services du ravitaillement, dans un contexte de pénurie et de restrictions. Il est ensuite nommé conseiller d'État en service extraordinaire pendant un an, d'octobre 1947 à octobre 1948. 
Puis il est à nouveau nommé dans la préfectorale, en devenant préfet d'Eure-et-Loir (1948-1951).

## Candidatures à des élections nationales
Lors des élections législatives du 17 juin 1951, il se présente sous l'étiquette de l'Union démocratique et socialiste de la Résistance (UDSR, parti animé notamment par René Pleven et François Mitterrand) dans le département d'Eure-et-Loir. Situé en seconde position sur la liste présentée par le parti radical et radical-socialiste, l'UDSR et le Rassemblement des gauches républicaines (RGR), il est élu avec 29 438 voix sur 125 383 votants et 121 440 suffrages exprimés. 
En juillet 1951, il est nommé membre de la commission de la production industrielle. 
Mais son élection est invalidée en décembre 1951, en raison de l’incompatibilité de son mandat parlementaire avec l’activité de préfet de son département d’élection exercée peu de temps avant. Il a participé cependant en septembre 1951 à deux votes importants avant cette invalidation, en s'exprimant contre la proposition relative à l'échelle mobile des salaires en septembre 1951 et contre les lois Marie et Barangé d'aide à l'enseignement privé.
Le 10 février 1952, il est de nouveau candidat à une élection partielle, mais n’est pas élu. 
Sous la Cinquième République, aux élections de novembre 1958, il est candidat radical aux législatives dans la deuxième circonscription d'Eure-et-Loir. Il subit un nouvel échec, n'arrivant qu'en deuxième position au second tour derrière le candidat UNR Edmond Thorailler. Il obtient au second tour 10 039 voix (25,5 %) contre 19 645 (49,8 %), sur 39 440 suffrages exprimés.
Il se focalise dès lors sur des fonctions politiques locales, en reprenant sa carrière de fonctionnaire.

## Carrière d'élu local et retour dans l'administration
Élu conseil municipal de Dreux en 1953, il en est le maire de 1959 à 1965, succédant à Maurice Viollette, et conseiller général du canton.
Tout en étant maire de Dreux, il reprend sa carrière dans l'administration en étant trésorier général de l'Algérie en 1960, puis du Loiret en 1961. En 1963, il devient trésorier général coordonnateur pour la région Centre puis, de 1968 à 1976, trésorier-payeur général du Pas-de-Calais.
Il a par ailleurs une vie associative active, assurant successivement les fonctions suivantes :
- Président d'honneur de l'Automobile-Club des fonctionnaires et assimilés,
- Vice-président national des organisations des fonctionnaires de la Résistance,
- Président d'honneur du Cercle d'éducation populaire de Chartres et
- Président d'honneur des auberges de jeunesse d'Eure-et-Loir.

## Famille
Sa femme est chirurgien-dentiste.

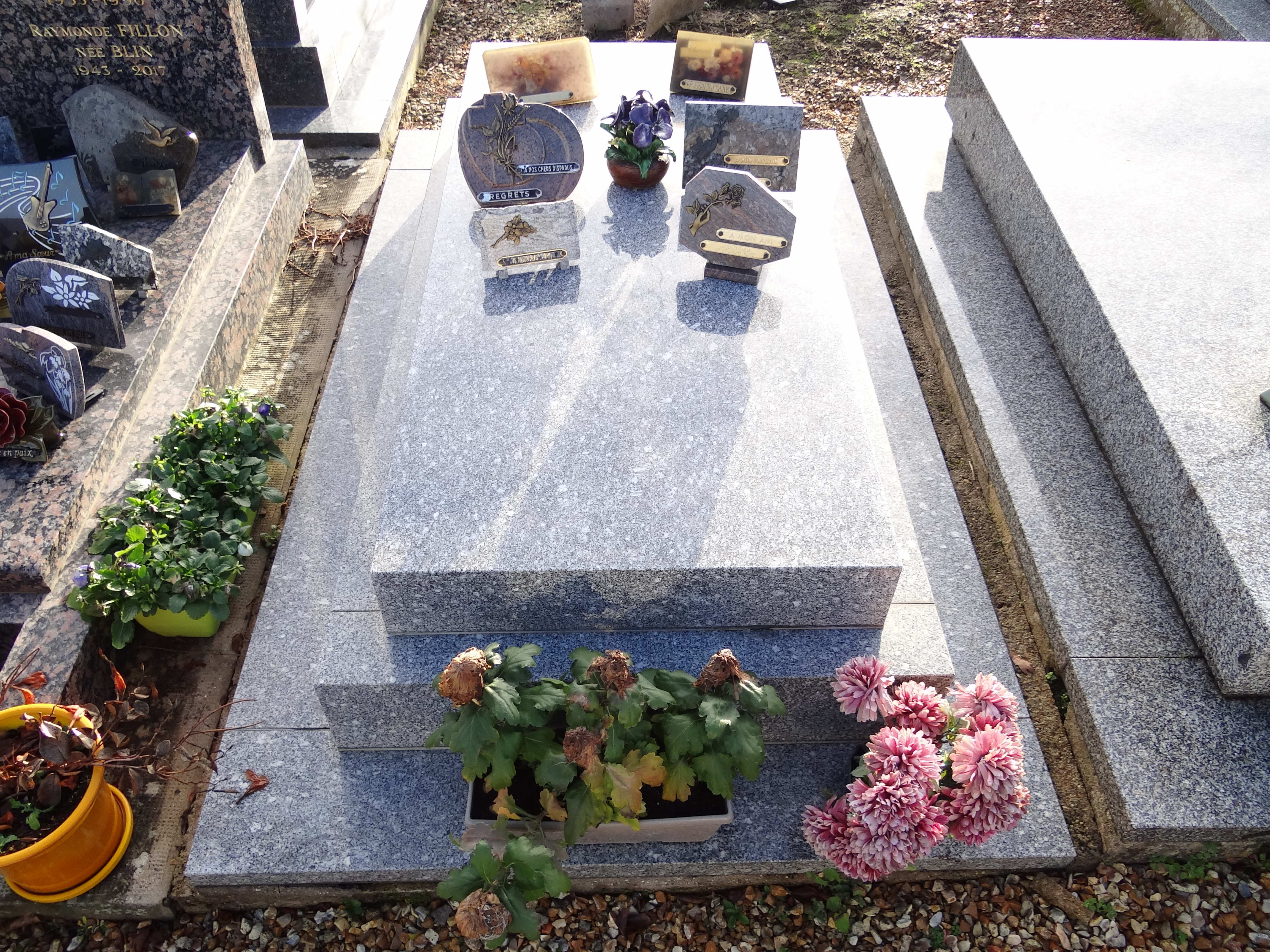
La tombe de Georges Rastel au cimetière de Saint-Ange-et-Torçay (Eure-et-Loir).

Il a une fille : Françoise qui en 1967 épouse à Saint-Ange-et-Torçay Guido Galtieri, italien, attaché à l'Institut italien de culture à Rio de Janeiro et un fils : Franklin qui en 1972 épouse à Féron Marie-Paule Rambeaud, originaire d'Hautmont.
Georges Rastel meurt le 27 avril 1993 à Vernouillet (Eure-et-Loir) dans sa quatre-vingt-troisième année. Il est inhumé au cimetière de Saint-Ange-et-Torçay dans l'Eure-et-Loir.

## Récompenses
Georges Rastel est titulaire des décorations suivantes :
- Officier de la Légion d'honneur
- Médaille de la Reconnaissance française, argent.
- Médaille d'or de l'éducation physique et des sports, qui donne droit en 1956 au titre d' Officier de l'ordre du Mérite sportif‎

## Œuvres
- Les Controverses doctrinales sur le bimétallisme au XIXe siècle, Imprimerie Les Presses modernes, 1935 - 198 pages
- Jeux fiscaux, Deux Rives, 1953 - 175 pages